# Adramelech

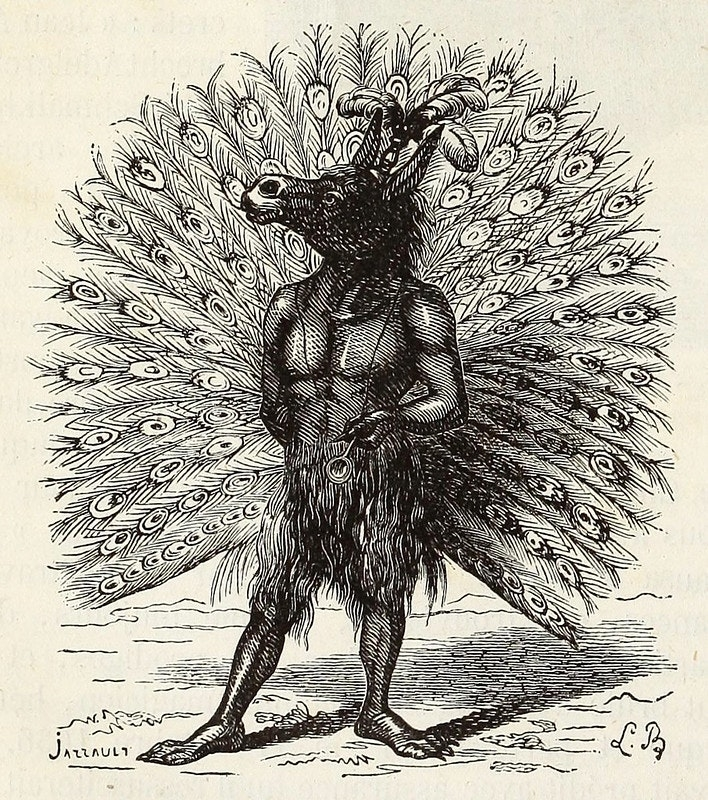
Adramelech podle Collina de Placyho

Adramelech či Adrammelech byl asyrský sluneční bůh. Podle 2. knihy královské (17,31) byl modlou Samaritánů. O pár kapitol později (19:37) je zmiňován Baal Adramelech jako syn Sinacheriba.
Později byl ztotožňován s Molochem a odtud zřejmě pramení představa, že mu byly upálením obětovávány děti. Tato informace však pochází jen z řeckých zdrojů a není v současnosti nijak archeologicky ověřena.
V Miltonově Ztraceném ráji je pojmut jako padlý anděl.